# Нарциссический наркоз
Нарциссический наркоз — термин, введенный Маршаллом Маклюэном и обозначающий синдром, при котором человек не замечает психогенных и социальных последствий используемых им технологий.

## Описание синдрома
«Нарциссический наркоз» — синдром, при котором человек не замечает психогенных и социальных последствий новых технологий в той же мере, в какой рыба не замечает воды, в которой плавает. В результате происходит вот что: в момент, когда новое, созданное средствами массовой коммуникации мироустройство становится всеобъемлющим и меняет наш сенсорный баланс, оно также становится для нас невидимым.— Интервью с Маршаллом Маклюэном в журнале PLAYBOY (1969 г.)
Понятие нарциссического наркоза, или транса, Маклюэн изложил в своей работе «Понимание медиа: внешние расширения человека» (глава 4, «Влюбленный в технику Нарцисс как наркоз»).

### Миф о Нарциссе
Слово «нарцисс» происходит от греческого «наркозис», или «оцепенение». Юный Нарцисс принял свое отражение в воде за другого человека. Это расширение его вовне с помощью зеркала (то есть возможность увидеть то, что человеческий глаз без зеркала увидеть не может) вызвало окаменение его восприятия. Нимфа Эхо попыталась завоевать его любовь воспроизведением фрагментов его речи, но безуспешно. Он был глух и нем. Он приспособился к собственному расширению самого себя и превратился в закрытую систему. По Маклюэну, основная идея этого мифа в том, что люди мгновенно оказываются зачарованы любым расширением самих себя вовне.

### Причины возникновения синдрома
Такие исследователи-медики, как Ганс Селье и Адольф Йонас считают, что все наши расширения — будь то в болезненном или здоровом состоянии — представляют собой попытки сохранить равновесие. Когда перцептуальная способность не может локализовать источник раздражения или как-то его избежать, центральная нервная система старается отделить раздражающие орган, чувство или функцию. Происходит «самоампутация». И так повторится еще много раз: будет возникать раздражитель (стресс от возрастания нагрузки, от увеличения скорости), который будет стимулировать организм изобрести что-то, что поможет «ампутировать» стрессующий орган. Это и произошло с Нарциссом: его внимание перенеслось на зеркальное отражение, и он оказался им зачарованным (именно отражением, а не собственной персоной, как часто этот миф трактуют), и эта зачарованность стала контрраздражителем, притупила его восприятие и снизила способность к узнаванию самого себя. То есть «самоампутация» блокирует узнавание себя.

### Синдром как дижущая сила развития средств коммуникации
Принцип самоампутации можно применить в готовом виде к вопросу о происхождении средств коммуникации, от речи до компьютера. С физиологической точки зрения, центральная нервная система — это электрическая сеть, координирующая работу всевозможных средств, которыми пользуются наши органы чувств, и она играет главную роль. Все, что угрожает ее функционированию, должно быть обуздано, локализовано или отсечено, вплоть до полного удаления причиняющего страдание органа. Функция тела как группы органов, поддерживающих и оберегающих центральную нервную систему, состоит в том, чтобы служить буфером, защищающим ее от неожиданностей физической и социальной среды. Что может поддержать тело в выполнении функции буфера? Это удовольствие (контрраздражитель) и комфорт (устранитель раздражителей). Но с появлением электрической технологии человек буквально вынес за пределы себя всю нервную систему — это отчаянная и самоубийственная «самоампутация»; такая, словно тела в качестве буфера было уже недостаточно для поддержания равновесия нервной системы.

### Влияние на человека
Чем плохо расширение, или «самоампутация»? Оно оказывает общее притупляющее, каменеющее воздействие на всего своего создателя, а не на отдельный раздраженный орган. Военный шок, вызываемый невыносимым шумом сражения, был адаптирован в стоматологии и получил применение в приспособлении, известном как аудиак. Пациент надевает наушники и поворачивает регулятор звука, увеличивая уровень шума до тех пор, пока не перестает чувствовать боль, создаваемую буром. Нервная система выдает реакцию общего окаменения, хотя воздействие производилось только лишь на звуковой канал.
В зависимости от того, какие чувство или способность технологически расширяются вовне, или «самоампутируются», происходит «замыкание» или поиск равновесия другими чувствами. Если интенсифицировать, например, звук, это сразу сказывается на осязании, вкусе и зрении. Воздействием радио на письменного, или визуального, человека было пробуждение его племенных воспоминаний, а следствием добавления звука в кинокартину стало уменьшение роли мимики, осязательности и кинестетики. Любое изобретение и любая технология представляют собой «самоампутацию» наших физических тел, и такое расширение вовне требует новых пропорций, или новых равновесий, между другими органами и расширениями тела. Например, нет такого способа, с помощью которого можно было бы отказаться подчиниться тем новым чувственным пропорциям или «замыканию» чувств, которых требует телевизионный образ. Однако следствия внедрения телевизионного образа в разных культурах будут отличаться и зависеть от существующих в каждой культуре чувственных пропорций. Аудиотактильное европейское телевидение интенсифицировало визуальность, подтолкнув европейцев к американским стилям упаковки и одежды. В Америке, являющей собой крайний случай визуальной культуры, телевидение отворило двери аудиотактильного восприятия невизуальному миру разговорных языков, кулинарии и пластики.
Созерцание, использование или восприятие любого нашего расширения означает принятие его вовнутрь себя. Послушать радио или прочесть печатную страницу значит принять эти расширения нас самих в нашу личностную систему и претерпеть «замыкание», или искривление восприятия. Именно это непрерывное принятие внутрь себя нашей собственной технологии в ходе повседневного ее использования помещает нас в роль Нарцисса, состоящую в подсознательном восприятии этих образов нас самих и оцепенении перед ними. Непрерывно заключая технологии в свои объятья, мы привязываем себя к ним как сервомеханизмы. Именно поэтому мы, чтобы вообще пользоваться этими объектами, должны служить им — этим расширениям нас самих — как богам или в некотором роде святыням. Индеец служит сервомеханизмом для своего каноэ, ковбой — для своей лошади, а руководящий работник — для своих часов.

## Критика
В то время, как Маклюэн говорит об оцепенении как следствии нарциссического наркоза, Теренс Максвини и Стюарт Рой, анализируя эпизод из «Черного зеркала», отмечают в качестве следствия возникновение все большей боли у "Нарцисса". Герой серии «История всей твоей жизни» Лиам, как и большинство людей в своем окружении, имеет вживленный чип, который хранит все его воспоминания. Если возникает некий вопрос, неуверенность по поводу сложившейся некогда ситуации - можно заново ее "пересмотреть". Однако в истории Лиама полученные ответы вызывают цепочку новых вопросов, а те - все более ужасающие ответы; для него этот процесс - "избавление от гнили", но оно же влечет с собой нарастающую боль.

## В культуре
- Target Audience (Narcissus Narcosis) - песня Мэрилина Мэнсона, выпущенная в 2000 году.
- Narcissus Narcosis - выставка фотографа Майкла Амато (англ.Michael Amato), прошедшая осенью 2018 года в Amarillo College[3]. Центральная тема выставки: паранойя, вызванная развитием технологий и их влиянием на человека и общество.